# Sidi Heddi
Sidi Heddi (ou Sīdī Hādī), surnommé « Sultan des mendiants » ou le « hère des pauvres », est un religieux marocain, fondateur d'une secte de vagabonds pénitents de l'Afrique du Nord qui a fortement influencé la formation des philosophies soufistes modernes. Il est considéré au Maroc comme le « saint patron » des fumeurs de kif.

## Biographie
Sidi Heddi est né au XVIIIe siècle, et probablement décédé en 1805. Ascète, il fonde le mouvement des Heddawa (ou Heddoua), une confrérie de vagabonds répandus dans tout le Maroc et qui se distingue par sa discipline, son refus de l'autorité (l'enseignement du Coran est interdit), et sa valorisation du « monachisme errant ». Ils pratiquent des rituels mystico-extatiques empreints de croyances anciennes, cultivent une pauvreté semblable à celle des chrétiens pénitents, consomment du Kif, et portent le chat en objet de culte. Les Heddawa étaient mal vus par l'Islam orthodoxe. Au XIXe siècle, un mouvement mystique imprégné du soufisme de Sidi Heddi ressurgit comme phénomène de mode au Maroc.
Sidi Heddi est populairement accrédité pour être le premier à avoir ramené au Maroc en provenance d'Asie des graines de cannabis lors de ses pèlerinages et est considéré à ce titre comme le saint patron des fumeurs de kif.